# Aedes tulliae
Aedes tulliae är en tvåvingeart som beskrevs av Taylor 1929. Aedes tulliae ingår i släktet Aedes och familjen stickmyggor. Inga underarter finns listade i Catalogue of Life.